# Rinat Israël
Rinat Israel est un siddour écrit uniquement en hébreu, connu par les juifs orthodoxes modernes en Israël, et utilisé par certains juifs de la Diaspora. Il a été publié la première fois en 1970 par la société d'édition Moreshet.